# Straat Foveaux

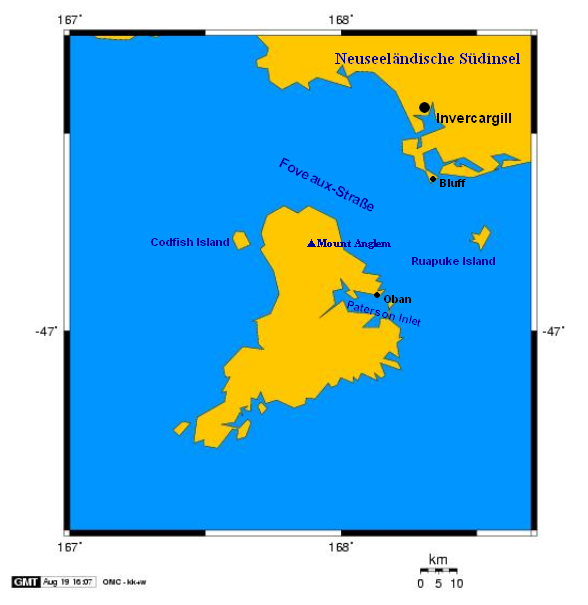
Straat Foveaux

De Straat Foveaux (Engels: Foveaux Strait) is de zeestraat die Stewarteiland en het Zuidereiland van Nieuw-Zeeland van elkaar scheidt. Ze is vernoemd naar Joseph Foveaux.